# Dampierre-au-Temple
Dampierre-au-Temple est une ancienne commune française située dans le département de la Marne en région Grand Est.
En 2025, elle fusionne avec Saint-Hilaire-au-Temple pour devenir La Neuville-au-Temple.

## Géographie
Dampierre-au-Temple se trouve en Champagne crayeuse entre Châlons-en-Champagne et Mourmelon-le-Grand. Le village est arrosé par la Vesle. Le sud du territoire communal est traversé par l'autoroute de l'Est (A4).
|          | Saint-Hilaire-au-Temple | Vadenay                 |
| La Veuve | Dampierre-au-Temple     | Cuperly                 |
| Recy     | Saint-Martin-sur-le-Pré | Saint-Étienne-au-Temple |

### Hydrographie

#### Réseau hydrographique
La commune est traversée par la ligne de partage des eaux entre les régions hydrographiques « la Seine de sa source au confluent de l'Oise (exclu) » et « la Seine du confluent de l'Oise (inclus) à l'embouchure » au sein du bassin Seine-Normandie. Elle est drainée par la Vesle,.
La Vesle, d'une longueur de 139 km, prend sa source dans la commune de Somme-Vesle et se jette  dans l'Aisne à Ciry-Salsogne, après avoir traversé 52 communes. 

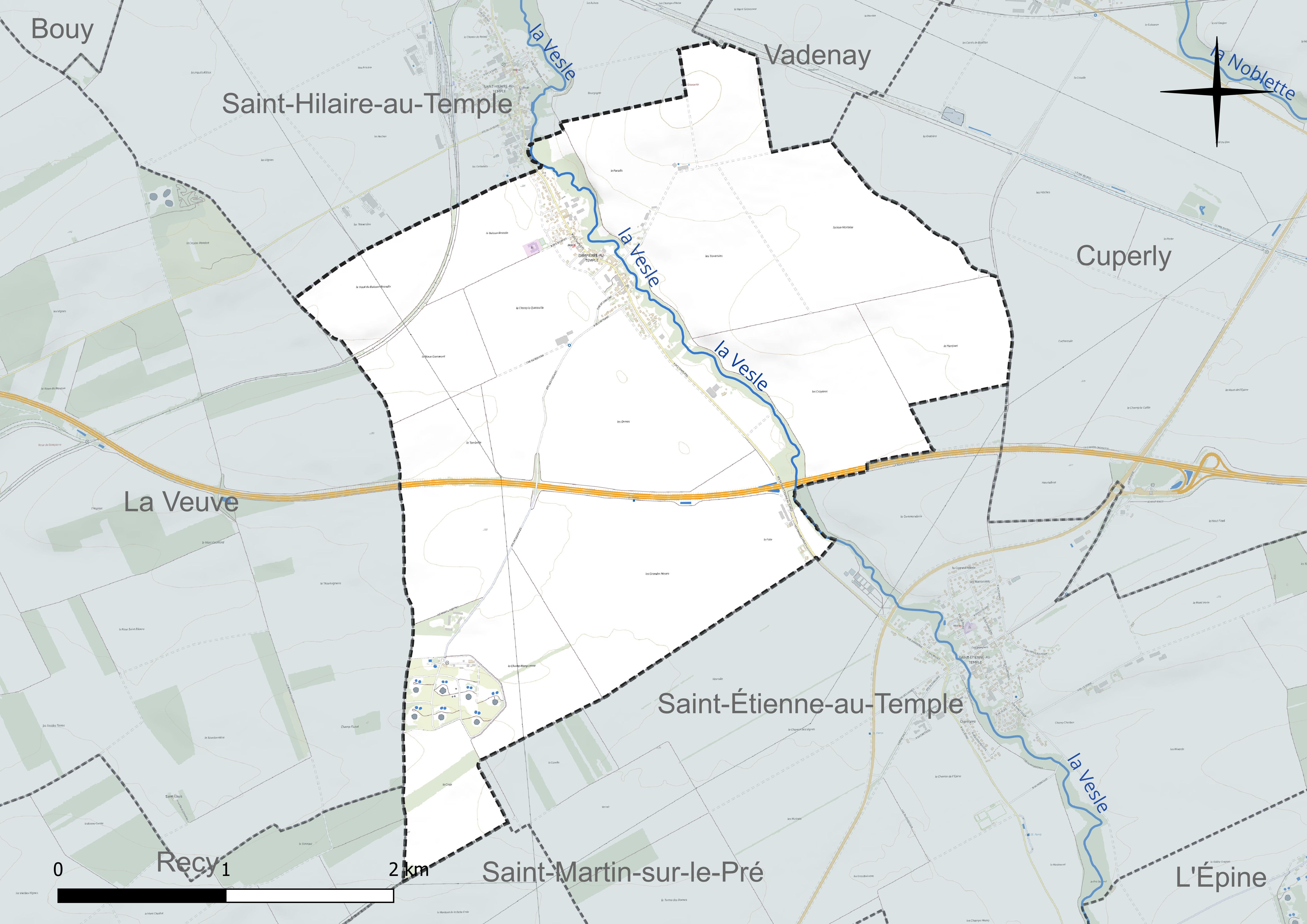
Réseau hydrographique de Dampierre-au-Temple.

#### Gestion et qualité des eaux
Le territoire communal est couvert par le schéma d'aménagement et de gestion des eaux (SAGE) « Aisne Vesle Suippe ». Ce document de planification, dont le territoire s’étend sur 3 096 km2 répartis sur trois départements (Aisne, Marne et Ardennes) et deux régions (Champagne-Ardenne et Picardie), a été approuvé le 16 décembre 2013. La structure porteuse de l'élaboration et de la mise en œuvre est le Syndicat d’aménagement des bassins Aisne Vesle Suippe (SIABAVES). 
La qualité des cours d’eau peut être consultée sur un site dédié géré par les agences de l’eau et l’Agence française pour la biodiversité. 

### Climat
Pour des articles plus généraux, voir Climat du Grand Est et Climat de la Marne.
En 2010, le climat de la commune est de type climat océanique dégradé des plaines du Centre et du Nord, selon une étude du Centre national de la recherche scientifique s'appuyant sur une série de données couvrant la période 1971-2000. En 2020, Météo-France publie une typologie des climats de la France métropolitaine dans laquelle la commune est exposée à un climat océanique altéré et est dans la région climatique  Nord-est du bassin Parisien, caractérisée par un ensoleillement médiocre, une pluviométrie moyenne régulièrement répartie au cours de l’année et un hiver froid (3 °C). 
Pour la période 1971-2000, la température annuelle moyenne est de 10,3 °C, avec une amplitude thermique annuelle de 15,8 °C. Le cumul annuel moyen de précipitations est de 703 mm, avec 11,7 jours de précipitations en janvier et 8,3 jours en juillet. Pour la période 1991-2020, la température moyenne annuelle observée sur la station météorologique de Météo-France la plus proche, « Fagnières-Inra », sur la commune de Fagnières à 11 km à vol d'oiseau, est de 11,2 °C et le cumul annuel moyen de précipitations est de 632,3 mm. 
La température maximale relevée sur cette station est de 41,8 °C, atteinte le 25 juillet 2019 ; la température minimale est de −21 °C, atteinte le 6 janvier 1985,,. 
Les paramètres climatiques de la commune ont été estimés pour le milieu du siècle (2041-2070) selon différents scénarios d'émission de gaz à effet de serre à partir des nouvelles projections climatiques de référence DRIAS-2020. Ils sont consultables sur un site dédié publié par Météo-France en novembre 2022.

## Urbanisme

### Typologie
Au 1er janvier 2024, Dampierre-au-Temple est catégorisée commune rurale à habitat dispersé, selon la nouvelle grille communale de densité à sept niveaux définie par l'Insee en 2022.
Elle est située hors unité urbaine. Par ailleurs la commune fait partie de l'aire d'attraction de Châlons-en-Champagne, dont elle est une commune de la couronne,. Cette aire, qui regroupe 97 communes, est catégorisée dans les aires de 50 000 à moins de 200 000 habitants,.

### Occupation des sols
L'occupation des sols de la commune, telle qu'elle ressort de la base de données européenne d’occupation biophysique des sols Corine Land Cover (CLC), est marquée par l'importance des territoires agricoles (92,3 % en 2018), une proportion sensiblement équivalente à celle de 1990 (92,4 %). La répartition détaillée en 2018 est la suivante : 
terres arables (92,2 %), forêts (3,3 %), zones industrielles ou commerciales et réseaux de communication (2,5 %), zones urbanisées (2 %), zones agricoles hétérogènes (0,1 %). L'évolution de l’occupation des sols de la commune et de ses infrastructures peut être observée sur les différentes représentations cartographiques du territoire : la carte de Cassini (XVIIIe siècle), la carte d'état-major (1820-1866) et les cartes ou photos aériennes de l'IGN pour la période actuelle (1950 à aujourd'hui).

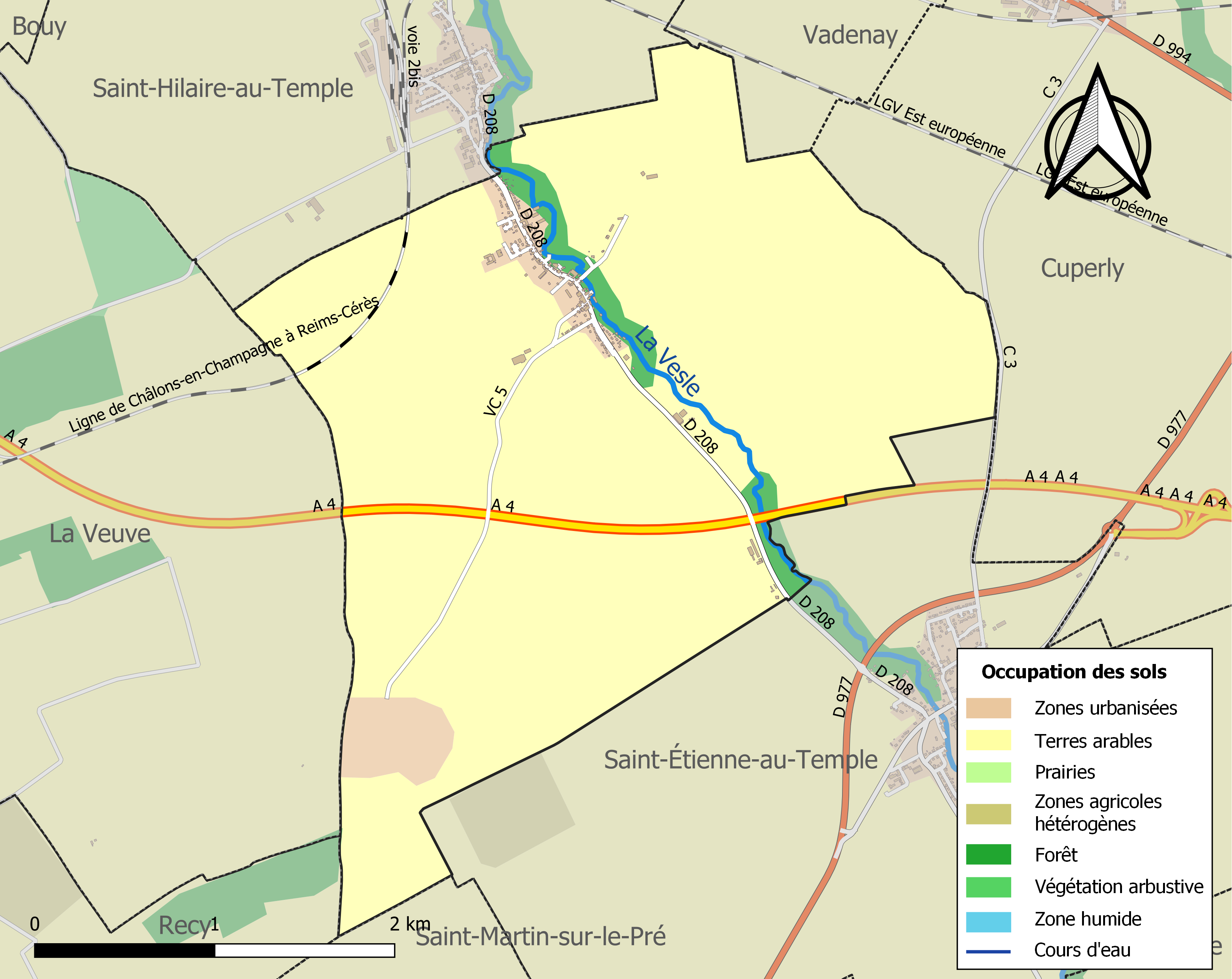
Carte des infrastructures et de l'occupation des sols de la commune en 2018 (CLC).

## Toponymie
Dampnus Petrus 1134, Dampetrus 1163, Dampetra ad Templum 1296, Dampierre-au-Temple 1390.
Dampierre est un hagiotoponyme caché : Du bas latin dominus et du nom de saint Petrus.
Le déterminant -au-Temple fait allusion, en Champagne, au berceau de l'ordre du Temple en France.

La commanderie de la Neuville-au-Temple-lez-Châlons qui passe pour avoir été la plus importante maison du Temple et de l'Hôpital en Champagne qui ne se manifeste plus que dans les noms des trois villages qui l'environnaient : Saint-Étienne-au-Temple, Saint-Hilaire-au-Temple et Dampierre-au-Temple.

## Histoire
Une commanderie fut fondée par les Templiers au XIIe siècle, la commanderie de La Neuville. En 1248, un inventaire mentionné dans une bulle du pape Innocent IV nous indique que les seigneuries de Saint-Étienne, Dampierre et Saint-Hilaire en faisaient partie. Elle fut rasée à la Révolution.
| Durant la Révolution, pour suivre le décret de la Convention du 25 vendémiaire an II invitant les communes ayant des noms pouvant rappeler les souvenirs de la royauté, de la féodalité ou des superstitions, à les remplacer par d'autres dénominations, la commune change de nom pour Mont-Dampierre. |

## Politique et administration
| Période                                  | Période  | Identité               | Étiquette | Qualité                                    |
| ---------------------------------------- | -------- | ---------------------- | --------- | ------------------------------------------ |
| Les données manquantes sont à compléter. |          |                        |           |                                            |
| An VIII                                  | 1819     | Denis Alexis Machet    |           | Cultivateur                                |
| 1820                                     | 1826     | Pierre Célestin Pâques |           | Cultivateur                                |
| 1826                                     | 1831     | Rémy Machet            |           | Cultivateur                                |
| 1831                                     | 1837     | Claude Antoine Croix   |           | Cultivateur                                |
| 1837                                     | 1881     | Pierre Alexis Machet   |           | Cultivateur                                |
| 1881                                     | 1925     | Félix Godart           |           | Cultivateur                                |
| 1925                                     | 1928     | Pol Machet             |           | Cultivateur                                |
| 1928                                     | 1945     | Albert Godart          |           | Cultivateur                                |
| 1945                                     | 1965     | Pierre Machet          | SE        | Cultivateur                                |
| 1965                                     | 1989     | André Perrein          | SE        | Agriculteur                                |
| 1989                                     | 2008     | Maurice Pâques         | SE        | Agriculteur                                |
| 2008                                     | 2011     | André Francart         |           | Commercial retraité                        |
| 2011                                     | 2020     | Francis Machet         | SE        | Agriculteur Réélu pour le mandat 2014-2020 |
| 2020                                     | En cours | Lionel Joppé           | SE        | Gendarme retraité                          |

## Démographie
L'évolution du nombre d'habitants est connue à travers les recensements de la population effectués dans la commune depuis 1793. Pour les communes de moins de 10 000 habitants, une enquête de recensement portant sur toute la population est réalisée tous les cinq ans, les populations de référence des années intermédiaires étant quant à elles estimées par interpolation ou extrapolation. Pour la commune, le premier recensement exhaustif entrant dans le cadre du nouveau dispositif a été réalisé en 2005.

En 2022, la commune comptait 270 habitants, en évolution de −1,46 % par rapport à 2016 (Marne : −1,19 %, France hors Mayotte : +2,11 %).
| 1793 | 1800 | 1806 | 1821 | 1831 | 1836 | 1841 | 1846 | 1851 |
| ---- | ---- | ---- | ---- | ---- | ---- | ---- | ---- | ---- |
| 108  | 85   | 77   | 83   | 99   | 102  | 102  | 90   | 100  |

| 1856 | 1861 | 1866 | 1872 | 1876 | 1881 | 1886 | 1891 | 1896 |
| ---- | ---- | ---- | ---- | ---- | ---- | ---- | ---- | ---- |
| 99   | 87   | 76   | 88   | 87   | 84   | 92   | 81   | 80   |

| 1901 | 1906 | 1911 | 1921 | 1926 | 1931 | 1936 | 1946 | 1954 |
| ---- | ---- | ---- | ---- | ---- | ---- | ---- | ---- | ---- |
| 85   | 103  | 102  | 108  | 95   | 98   | 93   | 98   | 94   |

| 1962 | 1968 | 1975 | 1982 | 1990 | 1999 | 2005 | 2006 | 2010 |
| ---- | ---- | ---- | ---- | ---- | ---- | ---- | ---- | ---- |
| 105  | 112  | 116  | 155  | 209  | 238  | 250  | 254  | 262  |

| 2015 | 2020 | 2022 | - | - | - | - | - | - |
| ---- | ---- | ---- | - | - | - | - | - | - |
| 269  | 272  | 270  | - | - | - | - | - | - |

## Culture locale et patrimoine

### Lieux et monuments

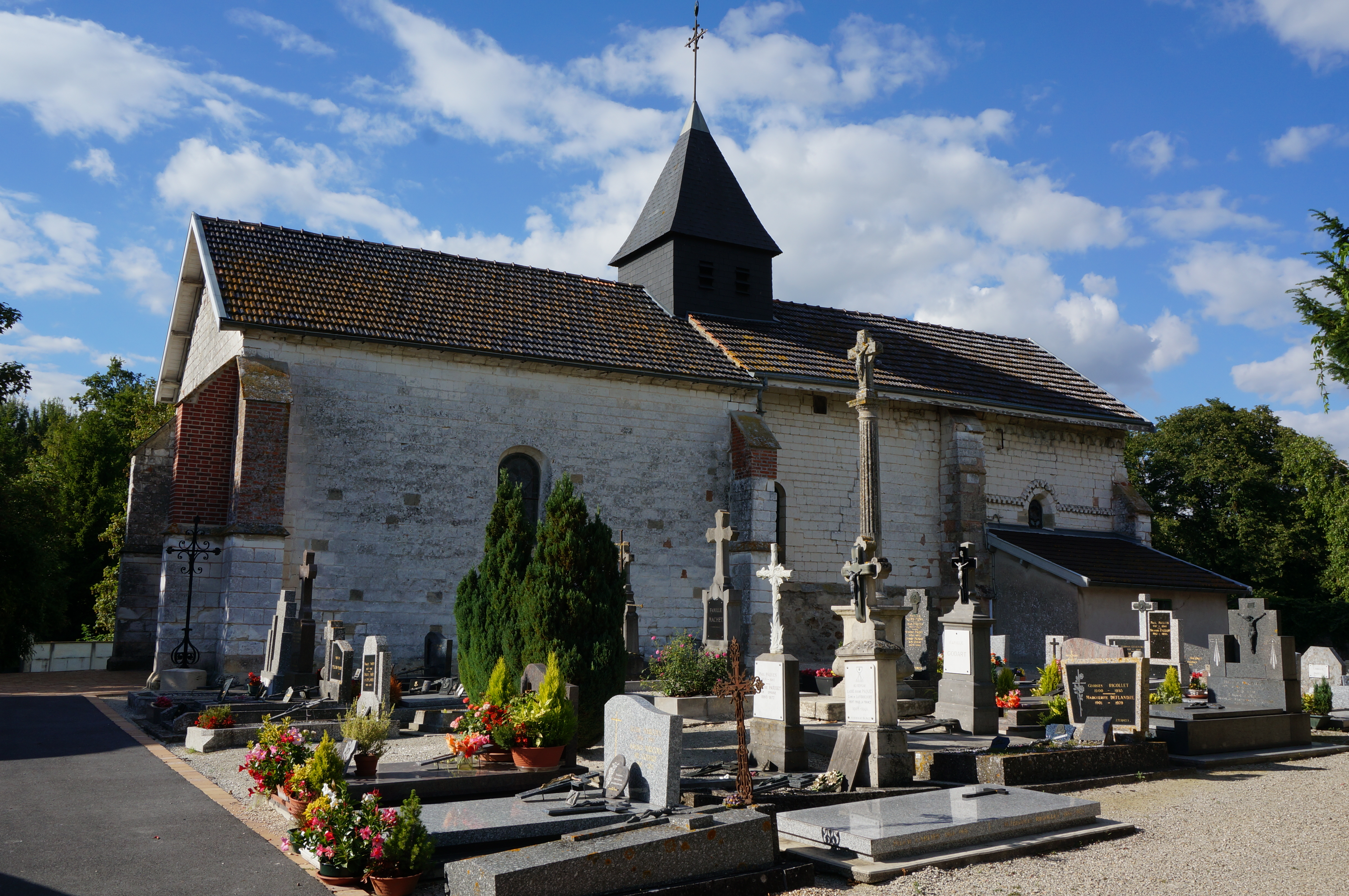
L'église et son cimetière.

Au sein de l'église Saint-Pierre-Saint-Paul, une statue en bois du Christ en croix du XVe siècle est classée monument historique.